# Mieczysław Karłowicz (Radsportler)
Mieczysław Karłowicz (* 8. September 1963 in Bystrzyca (Oława)) ist ein ehemaliger polnischer Radrennfahrer und nationaler Meister im Radsport.

## Sportliche Laufbahn
Karłowicz war im Straßenradsport aktiv. 1990 gewann er die Polen-Rundfahrt. Auch die Punktewertung der Rundfahrt konnte er für sich entscheiden. 1988 wurde er Dritter in diesem Etappenrennen. 1985 wurde er polnischer Vizemeister im Straßenrennen hinter Andrzej Mierzejewski. 1988 gewann er die Bergmeisterschaft. 1987 siegte er in der nationalen Meisterschaft im Mannschaftszeitfahren, 1985 und 1988 war er Vizemeister geworden.
1985 gewann er das Rennen Szlakiem Grodów Piastowskich. 1989 gewann den Prix des Vins Nouveaux, den Prix de La Charité-sur-Loire und den Circuit des Deux Ponts in Frankreich, 1990 die Tour de la Creuse. Etappensiege holte er in der Niedersachsen-Rundfahrt (zweifach) und in der Polen-Rundfahrt 1987. In der Internationalen Friedensfahrt 1987 kam er auf den 34. Gesamtrang.